# Claude Roquette Hägerstierna
Claude Roquette Hägerstierna, född i Langedoc i Frankrike (kanske i Nimes där hans bror Antoine Roquette levde som vuxen), död 8 augusti 1682, var en person inom Sveriges import- och exportnäring under stormaktstiden. Claude Roquette Hägerstierna ( eller von Hegerstiern som han själv skrev sitt namn) var under några årtionden på 1600-talet kanske Sveriges mest förmögne man. Han ägde två fastigheter vid Österlånggatan, där han också bodde under sin aktiva  tid. Hans malmgård lång på Södermalm vid Hornsgatan. Han ägde också stora frälsegods som Tranbygge i nuvarande Kungsängen, där han tillbringade sin ålderdom, slottet Mauritzberg vid Bråviken, Hällabäck i Burseryds socken och Stjärneborg i Släps socken. 

## Biografi
Claude Roquette tillhörde den reformerta tron, vilket kan vara förklaringen till att han lämnade Frankrike och förföljelserna av hugenotterna där. 

### Första tiden I Sverige
Claude Roquette påträffas första gången i Sverige år 1640 i Nyköpingsverkens dokument (Leufstaarkivet). Nyköpingsverken leddes av Hubert de Besche och Gillis de Besche. Han gifte sig också senast samma år med bröderna de Beches systerdotter Magdalena Moijal, dotter till bryggarmästaren Jean Moijal i Norrköping och Maria de Besche. Hubert de Besches hustru Maria Rochette och hennes bror Peter ska tillhöra samma släkt som Claude Roquette. 
Inom släkten De la Gardie finns uppgifter om att Claude, när han kom till Sverige, var kammarherre hos Jacob De la Gardie.Klart är dock att han tidigt kom i kontakt med hovet och drottning Kristina. Kanske var släkten De la Gardie, som också härstammade från Langedoc, dörröppnare. Från 1700-talet finns uppgifter om att Claude skulle varit drottning Kristinas hovskräddare, vilket det inte finns belägg för. Istället utnämndes han till hennes hovköpman 1645.

### Sveriges första modehus
För drottning Kristinas räkning  importerade Claude Roquette " allehanda slags frantzösische kramvaror och kramgods" till exempel sidentyg, hattar, spetsar, handskar  och strumpor. Man kan säga att Claude Roquette genom denna handel grundade Sveriges första modehus. Efterfrågan på lyxvaror var stor under stormaktstiden och affärerna blomstrade. Hovets inköp avsåg förutom artiklar till drottningen även till änkedrottning Maria Eleonora, hertig Adolf Johan samt dräkter till hovstaten. Inköpen uppgick till mycket stora belopp. Även personer inom högadeln var frekventa kunder, till exempel riksamiralen Gustaf Otto Stenbock, grevinnan Ebba Brahe, riksrådet Gustaf Posse och greven Leonard Lillie. 
I slutet av ?1664-talet? värderades hela modehuset till 200 000 livres och kreditorerna var 350 personer. Många av adelsmännen var skyldiga stora belopp och hade också stora svårigheter att betala sina skulder. Claude Roqette var dock noga med att driva in skulderna och fick flera av sina fastigheter i ersättning för skulderna.   
Moderörelsen överläts till hustruns släkting Jean de Flon 1665. Avtalet bevittnades av nära vännen och drottning Kristinas livmedicus Grégoire François Du Rietz, Adam Radou och Isaac Breant.

### Utveckling av export och import
Claude började nu fokusera på export av bland annat timmer, koppar, mässing och trätjära. Hans tre handelsfartyg Kung David, Fortuna och Duvan återvände till Stockholm med viner, konjak, salt och galanterivaror. Han hade nära kontakter med handelsmän i Paris, Rouen, London, Amsterdam och Hamburg, där han också ägde stora upplag och han var engagerad i Sockerkompaniet och Västerviks skeppskompani samt hade  affärer med Tjär-, Salt- och Afrikanska kompaniet.
Mässingsbruket vid Gusum grundades av Claude Roquette och hans hustrus släkting Henrik De Try. Omkring 1670 deltog Roquette Hägerstierna i konsortiet som grundade lädertillverkningen vid Himmelstalund i Norrkoping. 

### Adlad av drottning Kristina
Claude Roquette var den sista person som drottning Kristina adlade i samband med sin abdikation i Uppsala den 23/8 1654. Motiveringen i adelsbrevet var att han gjort stora försträckningar till kronan, det vill säga lånat ut mycket pengar. Hans dotter Maria Hägerstierna van der Noot ( på svenska von der Noth) arbetade med stora svårigheter efter faderns död  för att få staten att återbetala skulderna till den efterlevande familjen. Drottningen konstsamling skeppades efter abdikationen iväg på Claudes skepp Fortuna. 

### Familj och privatliv
Claude Roquette Hägerstierna hade tillsammans med sin hustru Magdalena, som var mycket engagerad i makens affärer, samt  tre döttrar varav två blev vuxna. Maria Hägerstierna, född 1644, gifte sig med generalmajoren  Thomas van der Noot och Christina Hägerstierna, född 1646,  med hovmannen Johan Ekeblad.
Claude Roquette Hägerstierna avled 8 augusti 1682 och begravdes i Västra Ryds kyrka. Där är också hans vapen uppsatt.